# 堪薩斯城 (堪薩斯州)
堪薩斯城（英語：Kansas City），是美國堪薩斯州第三大城市，是懷恩多特縣縣治 (行政上已與縣政府實現合併)。2019年人口152,960。位於該州東部，與密蘇里州堪薩斯城相連。堪萨斯城不是堪萨斯州的首府。
密蘇里州最大城市堪薩斯城（KC或KCMO）建於1853年，得名於堪薩斯河。8年後該堪薩斯州成立。1872年堪薩斯人在堪薩斯城邊上建了一個堪薩斯城(KCK)，目的是吸引紐約商人投資。
堪薩斯城是天主教堪薩斯城總教區所在。